# Prinzessinnengärten

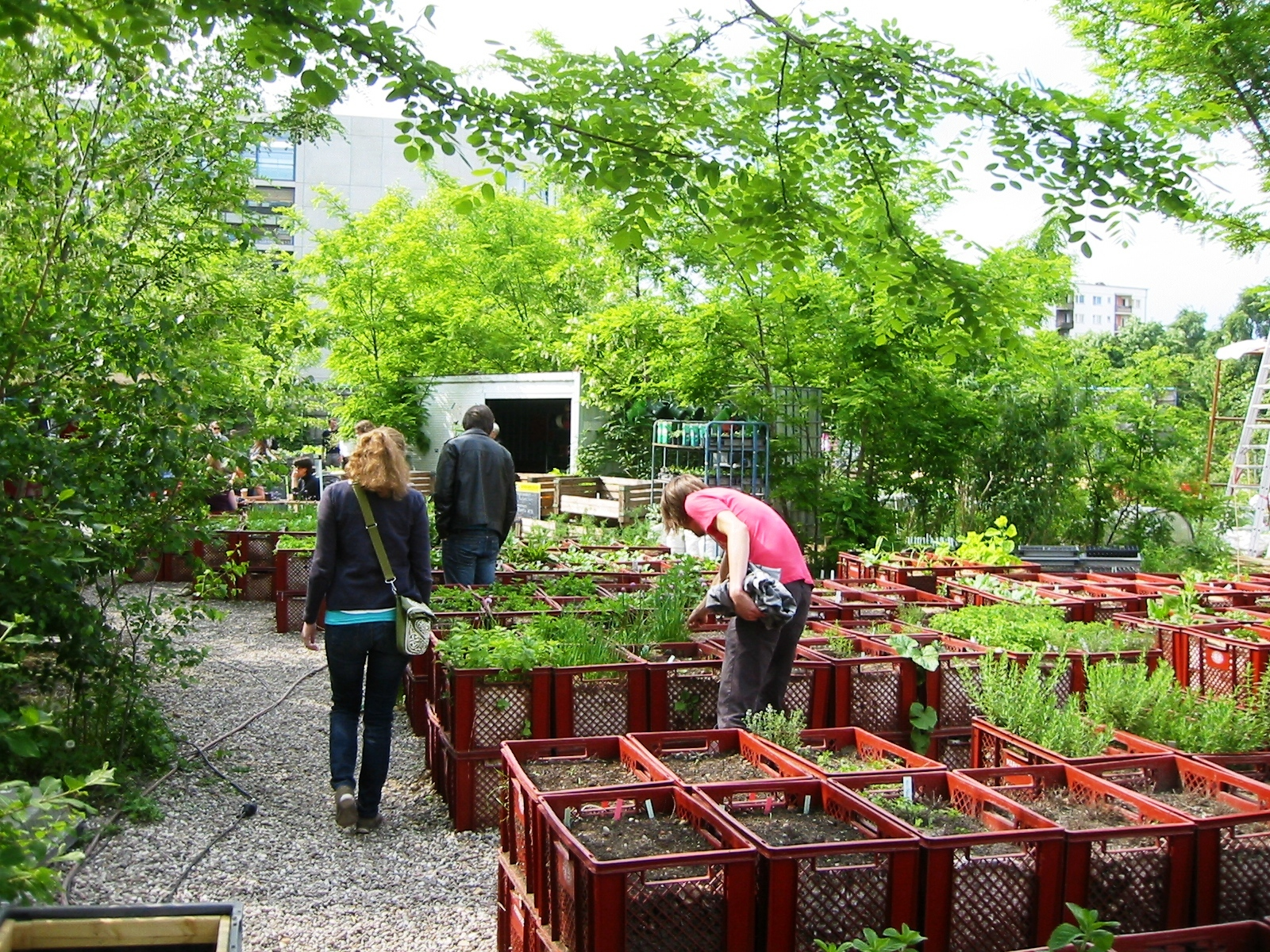
Reichhaltige Pflanzenauswahl in den Prinzessinengärten

Die Anlage der Prinzessinnengärten ist ein mobiler Garten am Moritzplatz im Berliner Ortsteil Kreuzberg. Es handelt sich um eine ehemalige Brachfläche zwischen Prinzen- und Oranienstraße, die seit 2009 von Anwohnern in einen Nutzgarten für urbane Landwirtschaft umgewandelt wurde. Die Fläche wird jährlich von der Stadt angemietet. Die Gebäude bestehen aus Containern; die Pflanzen befinden sich in recycelten Bäckerkisten, Tetra Paks und Reissäcken, sodass der Garten jederzeit mobil ist.

## Konzept

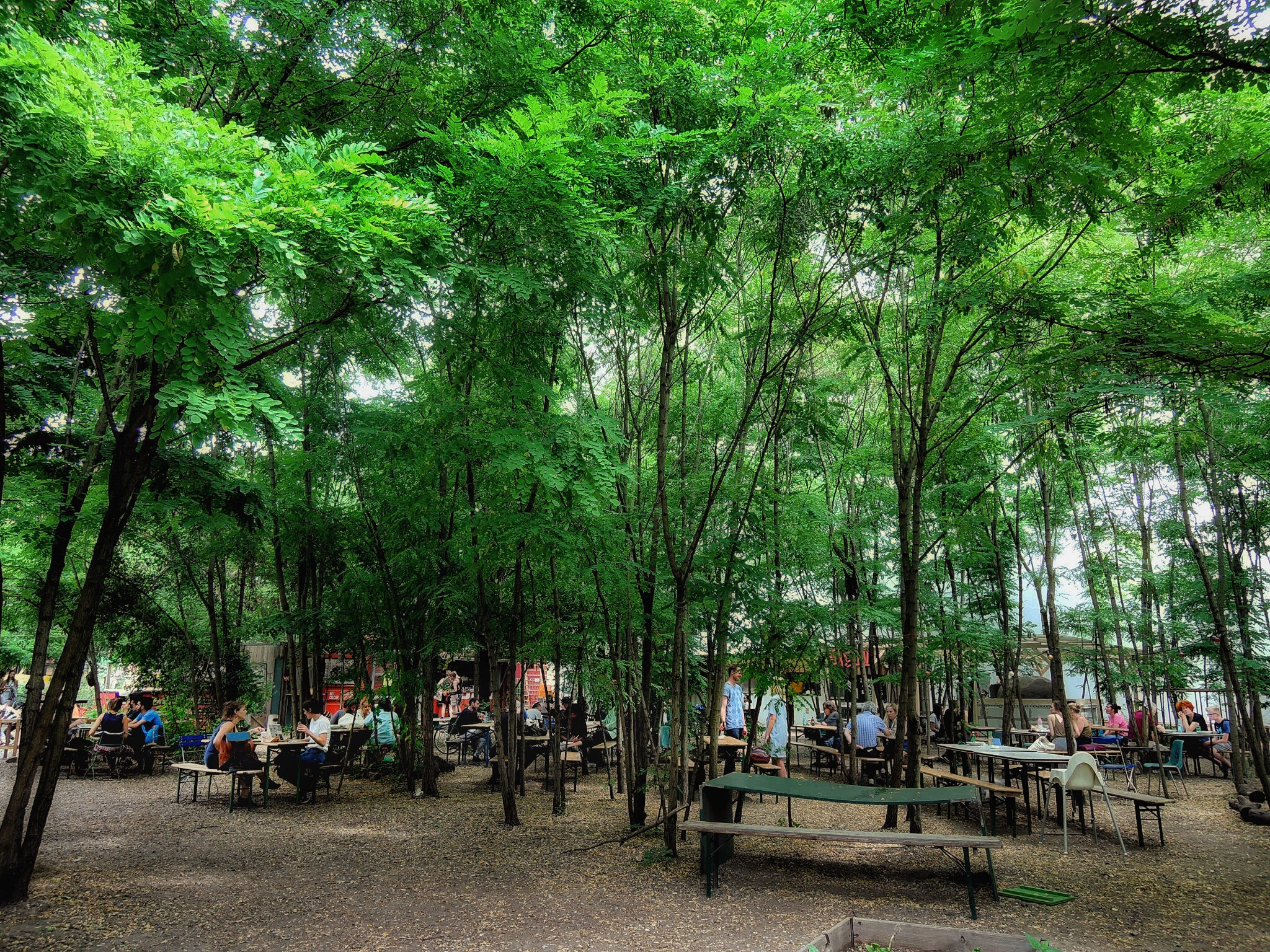
Prinzessinnengärten, 2016

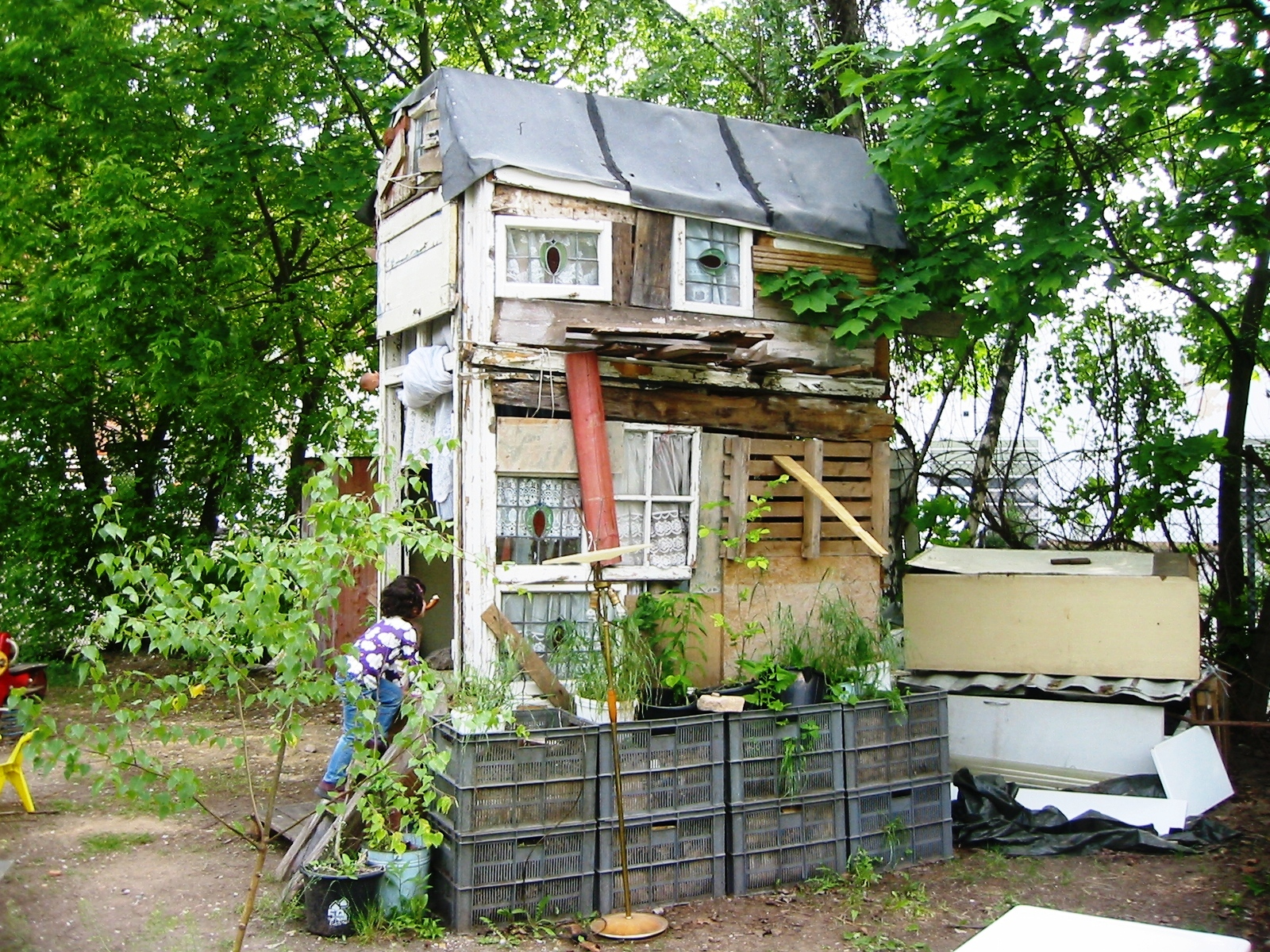
Spielmöglichkeiten für Kinder in den Prinzessinnengärten

Der Garten wird von der gemeinnützigen Organisation Nomadisch Grün betrieben. Ziel ist die „Umwandlung von Freiflächen in produktives Grün an der Schaffung von Orten, an denen man gemeinsam Lernen und Dinge ausprobieren kann“. Im Garten wird ökologischer Anbau betrieben; die Pflanzbehälter werden aus dem Lebensmittelbereich entnommen. Für Kinder befinden sich Spielmöglichkeiten auf dem Gelände. Die Berliner Senatsverwaltung für Stadtentwicklung führt den Garten als ein gelungenes Beispiel für Gender-Mainstreaming in der Stadtentwicklung an.

## Entstehungsgeschichte und Entwicklung
Die Fläche des heutigen Gartens am Moritzplatz lag im Jahr 2009 seit über 60 Jahren brach. 2009 beseitigten Bürger auf der rund 6000 m² großen Fläche rund zwei Tonnen Unrat und Müll. Im Juli 2009 entstand die gemeinnützige GmbH Nomadisch Grün, die dafür sorgte, dass bereits einen Monat später die ersten 100 Beete bepflanzt wurden. Im darauf folgenden Monat ernteten die Betreiber das erste Gemüse. Im September 2009 wurde das erste von inzwischen vier Bienenvölkern auf dem Areal angesiedelt.
Im Jahr 2010 eröffnete ein Gartencafé und 300 weitere Beete wurden angelegt. Das Projekt wurde auf der Expo in Shanghai vorgestellt. Im Winter zog der Garten in die Markthallen in der Eisenbahnstraße.
Ein Ausbau der Container zu einer Gartenküche erfolgte 2011. Es entstanden Ableger der Bienenzucht in der Universität der Künste Berlin sowie in Hamburg.

## Auszeichnungen
- Utopia-Award 2010[5]